# Killoran Eugene
Eugene Killoran (sinh ngày 4 tháng 11 năm 1987) là một cầu thủ bóng đá người Nhật Bản.

## Sự nghiệp câu lạc bộ
Eugene Killoran đã từng chơi cho Tokyo Verdy.